# الاتحاد الآسيوي لكرة الطائرة
الاتحاد الآسيوي للكرة الطائرة، والمعروف بالاختصار AVC، هو الهيئة الإدارية القارية لرياضات الكرة الطائرة الداخلية والشاطئية والعشبية في آسيا وأوقيانوسيا، يضم الإتحاد 65 دولة عضو تقع جميعها في منطقة آسيا والمحيط الهادئ، ولكنه يستثني بشكل خاص أربع دول عابرة للقارات وهي أذربيجان وجورجيا وروسيا وتركيا نظرًا لامتداد أراضيها عبر آسيا وأوروبا، بالإضافة إلى ذلك، فإن أرمينيا وقبرص وفلسطين ليست جزءًا من الاتحاد الآسيوي للكرة الطائرة وأنما هم أعضاء في الاتحاد الأوروبي للكرة الطائرة.
يقع المقر الرئيسي للإتحاد في بانكوك، تايلاند، الرئيس الحالي هو ريتا سوبوو [الإنجليزية] من إندونيسيا.

## قائمة الرؤساء
- اليابان ماسايتشي نيشيكاوا (1952–1976)
- الفلبين نيميسيو يابوت (1976–1979)
- اليابان يوتاكا مايدا (1979–1985)
- اليابان ياسوتاكا ماتسودايرا (1985-1996)
- الصين يوان ويمين (1997-2001)
- الصين وي جيزونغ (2001–2008)
- المملكة العربية السعودية صالح بن ناصر (2008–2020)
- إندونيسيا ريتا سوبوو (2020 إلى الوقت الحاضر)